# Microspermum michoacanum
Microspermum michoacanum là một loài thực vật có hoa trong họ Cúc. Loài này được (R.M.King) B.L.Turner mô tả khoa học đầu tiên năm 1987.